# Tipula (Lunatipula) semipeliostigma
Tipula (Lunatipula) semipeliostigma is een tweevleugelige uit de familie langpootmuggen (Tipulidae). De soort komt voor in het Palearctisch gebied.